# Mallee (Vitória)
Mallee é um distrito indefinido, às vezes incorretamente chamado de região econômica, do estado australiano de Vitória. O distrito está localizado inteiramente na região de Loddon Mallee, e abrange o distrito mais a noroeste do estado, limitado pelas fronteiras com a Austrália do Sul e Nova Gales do Sul, inclusive o rio Murray.